# Saint-Aubin-le-Cloud
Saint-Aubin-le-Cloud és un municipi francès situat al departament de Deux-Sèvres i a la regió de la Nova Aquitània. L'any 2007 tenia 1.769 habitants.

## Demografia

### Població
El 2007 la població de fet de Saint-Aubin-le-Cloud era de 1.769 persones. Hi havia 746 famílies de les quals 202 eren unipersonals (87 homes vivint sols i 115 dones vivint soles), 254 parelles sense fills, 246 parelles amb fills i 44 famílies monoparentals amb fills.
La població ha evolucionat segons el següent gràfic:
Habitants censats

### Habitatges
El 2007 hi havia 855 habitatges, 745 eren l'habitatge principal de la família, 54 eren segones residències i 55 estaven desocupats. 778 eren cases i 17 eren apartaments. Dels 745 habitatges principals, 549 estaven ocupats pels seus propietaris, 191 estaven llogats i ocupats pels llogaters i 5 estaven cedits a títol gratuït; 25 tenien una cambra, 24 en tenien dues, 116 en tenien tres, 180 en tenien quatre i 400 en tenien cinc o més. 567 habitatges disposaven pel capbaix d'una plaça de pàrquing. A 353 habitatges hi havia un automòbil i a 320 n'hi havia dos o més.

### Piràmide de població
La piràmide de població per edats i sexe el 2009 era:
| Homes | Edats   | Dones |
| ----- | ------- | ----- |
| 0     | 95 o +  | 8     |
| 8     | 90 a 94 | 8     |
| 16    | 85 a 89 | 20    |
| 12    | 80 a 84 | 20    |
| 36    | 75 a 79 | 52    |
| 68    | 70 a 74 | 56    |
| 48    | 65 a 69 | 48    |
| 40    | 60 a 64 | 44    |
| 40    | 55 a 59 | 40    |
| 36    | 50 a 54 | 36    |
| 68    | 45 a 49 | 68    |
| 56    | 40 a 44 | 44    |
| 56    | 35 a 39 | 68    |
| 76    | 30 a 34 | 80    |
| 48    | 25 a 29 | 64    |
| 56    | 20 a 24 | 28    |
| 52    | 15 a 19 | 48    |
| 60    | 10 a 14 | 20    |
| 72    | 5 a 9   | 48    |
| 40    | 0 a 4   | 56    |

## Economia
El 2007 la població en edat de treballar era de 1.073 persones, 812 eren actives i 261 eren inactives. De les 812 persones actives 759 estaven ocupades (411 homes i 348 dones) i 54 estaven aturades (20 homes i 34 dones). De les 261 persones inactives 106 estaven jubilades, 89 estaven estudiant i 66 estaven classificades com a «altres inactius».

### Ingressos
El 2009 a Saint-Aubin-le-Cloud hi havia 767 unitats fiscals que integraven 1.828,5 persones, la mediana anual d'ingressos fiscals per persona era de 15.458 €.

### Activitats econòmiques
Dels 57 establiments que hi havia el 2007, 1 era d'una empresa extractiva, 1 d'una empresa alimentària, 3 d'empreses de fabricació d'altres productes industrials, 18 d'empreses de construcció, 7 d'empreses de comerç i reparació d'automòbils, 2 d'empreses de transport, 2 d'empreses d'hostatgeria i restauració, 3 d'empreses financeres, 2 d'empreses immobiliàries, 5 d'empreses de serveis, 8 d'entitats de l'administració pública i 5 d'empreses classificades com a «altres activitats de serveis».
Dels 23 establiments de servei als particulars que hi havia el 2009, 1 era una oficina de correu, 1 una oficina bancària, 1 taller de reparació d'automòbils i de material agrícola, 2 autoescoles, 3 paletes, 6 guixaires pintors, 3 fusteries, 3 lampisteries i 3 perruqueries.
Dels 3 establiments comercials que hi havia el 2009, 1 era una botiga de menys de 120 m², 1 una fleca i 1 una floristeria.
L'any 2000 a Saint-Aubin-le-Cloud hi havia 70 explotacions agrícoles que ocupaven un total de 3.008 hectàrees.

## Equipaments sanitaris i escolars
L'únic equipament sanitari que hi havia el 2009 era una farmàcia.
El 2009 hi havia 1 escola maternal i 1 escola elemental.

## Poblacions més properes
El següent diagrama mostra les poblacions més properes.